# Ramón de Herrera
Ramón de Herrera y Sancibrián (Mortera, 2 de marzo de 1812-La Habana, 29 de junio de 1885), i conde de la Mortera, fue un empresario indiano español.

## Biografía
De familia humilde, a los diecisiete años emigró a Cuba, donde trabajó como dependiente y almacenero en la casa Pardo, Regelez y Cía.  En 1850 fundó la Compañía de Vapores, Correos y Transportes Militares, conocida como Vapores Herrera. El año 1852 comenzó a comerciar en Guantánamo y en 1860 ya era propietario de cuatro barcos (Pájaro del Océano, Barcelona, Cuba y Moctezuma) que transportaron las tropas de Cuba a Santo Domingo durante el movimiento anexionista cubano. Contrató el servicio regular entre Cuba y La Guaira. En 1863 esta compañía se fusionó con la Compañía General Cubana de Navegación a Vapor. En 1870 creó la Compañía de Vapores Ramón Herrera. Durante la Guerra de los Diez Años, sus barcos prestaron servicios a las tropas españolas y dio cuarenta mil pesos. Fue miembro del Partido Unión Constitucional.
Con motivo de la Guerra de Independencia cubana, dotó al erario público con 40 000 pesos en oro, poniendo sus barcos al servicio de las tropas españolas. Fundó el Banco Español de La Habana. El 20 de enero de 1876 el rey Alfonso XII le confirmó el título de conde de Mortera, concedido previamente, en el año 1870, por el rey Amadeo I de Saboya. Fue también alcalde de La Habana, senador real,  comendador de la Orden de Isabel la Católica, comendador de la Orden de Carlos III, y poseía las grandes cruces del Mérito Naval y del Mérito Militar.
Fue un benefactor de su pueblo y donó unos 50 000 duros para construir una iglesia, además de otra suma para las escuelas de Mortera y Liencres, para el sueldo de los maestros y para la compra de material escolar. También mandó construir las viviendas de los maestros.
Al no tener descendencia, fueron sus sobrinos Ramón Herrera Gutiérrez, hijo de su hermano Cosme, y Cosme y José Blanco Herrera, hijos de su hermana María, los que se hicieron cargo de sus negocios navieros en Cuba, aunque después se centraron más en otros negocios, como la fabricación de hielo y la fábrica de cerveza La Tropical.
Falleció en La Habana en 29 de junio de 1885 y recibió sepultura en el panteón familiar en el cementerio de Colón.
En 2013 se inauguró en su localidad natal un monumento en su memoria.